# HIDEKI SAIJO CONCERT 39
『HIDEKI SAIJO CONCERT 39 - Thank you -』（ヒデキ・サイジョウ・コンサート・サンキュウ）は、1995年7月5日に発売された西城秀樹のライブ・ビデオ（VHS）である。

## 内容
- 1995年3月9日に東京・渋谷公会堂において開催された、西城秀樹の39（Thank you）歳記念コンサートの模様が収録されている。

## 収録曲
1. オープニング
2. いくつもの星が流れ
3. いつか （サムデイ）
  - 山下達郎のカヴァー
4. 青春に賭けよう
5. 眠れぬ夜
6. 夢の中へ
  - 井上陽水のカヴァー
7. PROUD MARY
8. GET BACK
9. WHEN A MAN LOVES A WOMAN
10. ちぎれた愛
11. 激しい恋
12. 情熱の嵐
13. ブーメランストリート
14. 恋のバカンス
  - ザ・ピーナッツのカヴァー
15. コーヒールンバ
  - 西田佐知子のカヴァー
16. 黄昏よ、そばにいて
17. 抱きしめてジルバ -Careless Whisper-
18. ブルースカイ ブルー
19. 傷だらけのローラ
20. ギャランドゥ
21. YOUNG MAN (Y.M.C.A.)
22. ナイトゲーム
23. みんなBluesを唄ってた

## 復刻盤
- 2003年12月17日発売のDVD『THE STAGES OF LEGEND - 栄光の軌跡 -』（7枚組）の中の5枚目
- 2015年7月15日発売のDVD『THE STAGES OF LEGEND -栄光の軌跡- HIDEKI SAIJO AND MORE』（9枚組）の中の5枚目